# Margareta I. von Dassel
Margareta I. von Dassel (* 29. Oktober 1606; † 6. April 1667, beerdigt in der Kapelle) war eine Äbtissin im Kloster Medingen.
Der Bürgermeister von Lüneburg, Georg II. von Dassel, war ihr Vater und der Lübecker Ratsherr Albrecht von Dassel ihr Bruder. Sie entstammten dem Patriziergeschlecht von Dassel.
Margareta trat 1619 in das Kloster ein. Die Abtissin Elisabeth von Töbing machte sie in ihrem 18. Lebensjahr, also 1624, zur Konventualin d. h., sie wohnte fortan in dem Lutherischen Frauenstift. Am 12. April 1636 wählte man sie zur Äbtissin. Zu jenem Zeitpunkt war dieses Amt bereits fünf Monate vakant. Zu dieser Zeit war Herzog Georg der Landesherr. Außerdem war Dreißigjähriger Krieg. Schwedische Reiter trieben das Vieh aus dem Vorwerk und plünderten das Kloster, das einige Kostbarkeiten in der Stadt Lüneburg aufbewahrt hatte.
Das 1503 erbaute Siechenhaus stürzte 1637 ein. Mit Hilfe des Landesherren konnte es 1640 wieder aufgebaut werden. 1654 wurde dem Kloster ein Garten geschenkt. Im folgenden Jahr ließ die Äbtissin eine neue Orgel bauen.

## Quelle
- Johann Ludolph Lyssmann: Historische Nachricht von dem Ursprunge, Anwachs und Schicksalen des im Lüneburgischen Herzogthum belegenen Closters Meding, dessen Pröbsten, Priorinnen und Abbatißinnen. 1772, S. 165 (Online in der Google-Buchsuche).
- Hanna Dose: Evangelischer Klosteralltag: Leben in Lüneburger Frauenkonventen, 1590-1710. Hahn, 1994, ISBN 3-7752-5893-0 (Online in der Google-Buchsuche).

| Personendaten    | Personendaten                |
| ---------------- | ---------------------------- |
| NAME             | Dassel, Margareta I. von     |
| KURZBESCHREIBUNG | Äbtissin im Kloster Medingen |
| GEBURTSDATUM     | 29. Oktober 1606             |
| STERBEDATUM      | 6. April 1667                |